# Gary Mackay
Gary Mackay (Edimburgo, 23 gennaio 1964) è un ex calciatore e allenatore di calcio scozzese, di ruolo centrocampista.

## Carriera
Nativo di Edimburgo, ha trascorso 17 anni nell'Heart of Midlothian, di cui detiene il record di presenze (640).
Con la Scozia ha collezionato 4 presenze: di lui si ricorda il gol vincente segnato nelle qualificazioni al campionato d'Europa 1988, a Sofia, contro la Bulgaria. Questo gol non servì agli scozzesi già eliminati, ma consentì all'Irlanda di qualificarsi agli Europei per la prima volta nella sua storia. Mackay riscuote perciò vasto successo tra gli irlandesi.
Ha concluso la sua carriera nel 1999, all'età di 35 anni, dopo 2 stagioni nell'Airdrieonians, club di seconda divisione scozzese, con cui ha collezionato due quarti posti.
Ha allenato proprio l'Airdrieonians, arrivato nono in campionato, nella stagione 1999-2000. Nel luglio 2000 è stato licenziato e sostituito da Steve Archibald.
Attualmente è tesserato nella SFA come procuratore sportivo. Tra i suoi assistiti citiamo Garry O'Connor, Christophe Berra e Lee Wallace.